# Dicționarul explicativ al limbii române
Dicționarul explicativ al limbii române (cunoscut mai ales sub abrevierea DEX) este cel mai cuprinzător dicționar de uz general al limbii române. A fost editat pentru prima dată în 1975. În anii 1980 a fost reeditat și a apărut și un supliment, numit DEX-S. O altă ediție a apărut în 1996, când, pe lângă includerea unei serii de cuvinte noi, dicționarul a fost adaptat la noile norme ortografice din martie 1993. Această ediție conține peste 65 000 de definiții.
Dicționarul este editat de Institutul de Lingvistică „Iorgu Iordan - Alexandru Rosetti” al Academiei Române.

## Ediții
- DEX '75 Dicționarul explicativ al limbii române, Academia Română, Institutul de Lingvistică „Iorgu Iordan”, Editura Academiei Române, 1975
- DEX '84 Dicționarul explicativ al limbii române, Academia Română, Institutul de Lingvistică „Iorgu Iordan”, Editura Academiei Române, 1984, 1049 p.
- DEX-S '88 Supliment DEX, Academia Română, Institutul de Lingvistică „Iorgu Iordan”, Editura Academiei Române, 1988
- DEX '96 Dicționarul explicativ al limbii române, Academia Română, Institutul de Lingvistică „Iorgu Iordan”, Editura Univers Enciclopedic, 1996
- DEX '98 Dicționarul explicativ al limbii române, ediția a II-a, Academia Română, Institutul de Lingvistică „Iorgu Iordan”, Editura Univers Enciclopedic, 1998, 1192 p.
- DEX '09 Dicționarul explicativ al limbii române, ediția a II-a revăzută și adăugită, Academia Română, Institutul de Lingvistică „Iorgu Iordan - Alexandru Rosetti”, Editura Univers Enciclopedic, 2009 (conține peste 7000 de articole noi față de ediția anterioară), 1230 p.
- DEX '12 Dicționarul explicativ al limbii române, ediția a II-a revăzută și adăugită, Academia Română, Institutul de Lingvistică „Iorgu Iordan”, Editura Univers Enciclopedic Gold, 2012
- DEX '16 Dicționarul explicativ al limbii române, ediția a III-a revăzută și adăugită, Academia Română, Institutul de Lingvistică „Iorgu Iordan”, Editura Univers Enciclopedic Gold, 2016, 1376 p.[1]